# Bracey Wright
Carl Bracey Arman Wright  (The Colony, Texas, 1 de julio de 1984) es un exjugador y entrenador de baloncesto estadounidense.

## Carrera

### High School y Universidad
Wright acudió al The Colony High School en The Colony, donde lideró al equipo a un récord de 29-3 en su año sénior después de promediar 26 puntos, 7 rebotes, 3 asistencias y 4 tapones. Fue nombrado en el 2.º quinteto All-America por Parade Magazine. En el partido de McDonald's High School de 2002, creme de la creme de los institutos, anotó 16 puntos para el equipo del oeste. Ese mismo año, representó a un equipo de Texas que se llevó la medalla de oro en los Global Games, donde logró 30 puntos en la final frente a Serbia y Montenegro.
Bracey pasó 3 años en la Universidad de Indiana, en su última temporada firmó 18.3 puntos, 4.8 rebotes y 2.7 asistencias. 
Además, fue miembro del equipo joven de Estados Unidos que venció el torneo de las Américas en 2004 y se clasificó para el Mundial de 2005. Bracey promedió 5.5 puntos y 2.8 rebotes.

### NBA
Bracey fue drafteado por Minnesota Timberwolves en 2.ª ronda (puesto 47) del draft de 2005. Para su temporada rookie, los Wolves le destinaron a Florida Flame de la NBDL. Sólo jugó 7 partidos con Minnesota, donde promedió 8.9 puntos y 2.6 rebotes. Para la 2006-07 los Timberwolves ejercieron su opción de renovarle el contrato pero volvió a tener una temporada prácticamente marginal, 3.5 puntos.

### Europa
En el verano de 2007 tomó la decisión de dar el salto a Europa para fichar por el Aris Tesalónica de la liga HEBA, equipo con el que jugó la Euroliga, competición en la que finalizó con unos números de 14.9 puntos y 2.6 rebotes.
En la temporada 2008/09 se marcha a España para fichar por el DKV Joventut de la liga ACB. A mitad de la temporada, el club verdinegro le rescindió el contrato por motivos disciplinarios, lo que supuso que el jugador acabará jugando el resto de la temporada en las filas del Aris Tesalónica, su anterior equipo antes de jugar en la liga ACB
El norteamericano inició la campaña 2010/11 en París Levallois para después fichar por Cedevita en el que junto a Dontaye Draper fue uno de los principales culpables de llevar a su equipo a la Final Four de EuroCup en Benetton atesorando 16,7 puntos, 4,3 rebotes y 2,5 asistencias. 
Wright  es un viejo conocido de la afición española tras su paso por el Joventut (2008/09) y Zaragoza (2011/12). 
En diciembre de 2015, El Karsiyaka ha llegado a un acuerdo con el escolta que la temporada anterior fue jugador del Hapoel Jerusalem, donde fue campeón de liga, con unos promedios de 13.4 puntos y 3.4 rebotes en liga y 17.6 puntos y 3.3 rebotes en Eurocup.